# Emmertal (Niedersachsen)
Das Emmertal ist ein Naturschutzgebiet in der niedersächsischen Stadt Bad Pyrmont und der Gemeinde Emmerthal im Landkreis Hameln-Pyrmont sowie der Gemeinde Vahlbruch im Landkreis Holzminden.
Das Naturschutzgebiet mit dem Kennzeichen NSG HA 171 ist 677 Hektar groß. Davon entfallen 577 Hektar auf den Landkreis Hameln-Pyrmont und 100 Hektar auf den Landkreis Holzminden. Das Naturschutzgebiet ist nahezu identisch mit dem FFH-Gebiet „Emmer“. Im Westen grenzt es an das gleichnamige Naturschutzgebiet in Nordrhein-Westfalen. Das Gebiet steht seit dem 29. Dezember 1994 unter Naturschutz. Zuständige untere Naturschutzbehörden sind die Landkreise Hameln-Pyrmont und Holzminden.
Das Naturschutzgebiet besteht aus zwei Teilen. Der nördliche und deutlich größere Teil stellt den gesamten Verlauf der Emmer in Niedersachsen zwischen der Landesgrenze zu Nordrhein-Westfalen bei Bad Pyrmont und der Mündung in die Weser bei Emmerthal und den etwas oberhalb Emmerthal in die Emmer mündenden Hohebach mit den Ufer- und Auebereichen und teilweise angrenzenden Ländereien unter Schutz. Der südliche Teil stellt den auf niedersächsischem Gebiet liegenden Teil der Wörmke (auch Wörmkebach genannt), der oberhalb von Lügde in Nordrhein-Westfalen in die Emmer mündet, mit seinen Quellbächen und den angrenzenden Talräumen unter Schutz.
Die Emmer durchfließt ihre Aue naturnah. Die Ufer sind mit Uferstaudenfluren sowie streckenweise mit Baum- und Strauchbeständen bewachsen. Die Aue der Emmer mit Flutmulden und Altarmen wird landwirtschaftlich überwiegend als Grünland (Feuchtwiesen und -weiden) genutzt. Stellenweise sind ausgeprägte Steilufer vorhanden. Vereinzelt sind Reste von Auwald erhalten. 
Der Hohebach und die Wörmke mit ihren Quellbächen durchfließen hauptsächlich bewaldetes Gebiet. Der Hohebach durchfließt in seinen letzten rund 1000 Metern bis zur Mündung in die Emmer Ackerflächen. In diesem Bereich ist das Naturschutzgebiet auf den Bachlauf und sein Ufer beschränkt.